# Wilhelm Plog
Wilhelm Plog (* 5. April 1903 in Hagenow; † 6. November 1986 in Hannover) war ein deutscher Publizist und Chefredakteur unter anderem der Hannoverschen Allgemeinen Zeitung (HAZ).

## Leben

### Familie
Wilhelm Plog war der Sohn eines mecklenburgischen Landwirts und Vater des späteren Intendanten des Norddeutschen Rundfunks, Jobst Plog.

### Werdegang
Wilhelm Plog besuchte das Katharineum zu Lübeck, absolvierte eine Banklehre in Lübeck und studierte Geschichte, Germanistik und Kunstgeschichte an der Universität München. Während seines Studiums wurde er 1923 Mitglied der Sängerschaft Alt-Wittelsbach München. In den 1930er Jahren ging Plog nach Hannover. Zum 1. Mai 1937 trat er in die NSDAP ein (Mitgliedsnummer 3.939.219),  wurde für deren Parteiorgan, die von Bernhard Rust herausgegebene Niedersächsische Tageszeitung, als Leiter der Redaktion angestellt, schon bald aber von Gauleiter Hartmann Lauterbacher wieder entlassen.
Nach vorübergehender Teilnahme am Zweiten Weltkrieg arbeitete Wilhelm Plog auch für die Hannoversche Zeitung.  Nach 1945 war er in der Kirchenkanzlei von Landesbischof Hanns Lilje in Hannover tätig und war Mitgründer und Geschäftsführer des von Lilje in Hamburg herausgegebenen Wochenblatts Sonntagsblatt.
1956 trat Plog als Chefredakteur der Hannoverschen Allgemeinen Zeitung die Nachfolge von Adolf Halfeld († 1955) an und wurde parallel Mitglied in der Leitung des Zeitungsverlages. Unter Plogs Leitung expandierte die HAZ zur auflagenstärksten Tageszeitung in Niedersachsen. Über längere Zeit nahm Plog auch die Aufgaben des Generalbevollmächtigten der Verlagsgesellschaft Madsack wahr. 1971 trat er in den Ruhestand.
Wilhelm Plogs Grab findet sich auf dem Stadtfriedhof Seelhorst.

## Auszeichnungen
- Großes Verdienstkreuz des Niedersächsischen Verdienstordens[1]